# Josephine Joyce Lalam
Pour les articles homonymes, voir Lalam.
Josephine Joyce Lalam, née le 12 mars 2000, est une athlète ougandaise pratiquant le lancer du javelot.

## Biographie
Josephine Joyce Lalam pratique le lancer du javelot. 
Elle obtient la médaille d'or des Jeux du Commonwealth de la jeunesse de 2017 (en) à Nassau.
Elle termine huitième des Jeux du Commonwealth de 2018 à Gold Coast et remporte la même année la médaille de bronze aux Championnats d'Afrique à Asaba.
Elle remporte ensuite la médaille d'or aux Championnats d'Afrique juniors 2019 à Abidjan et termine quatrième des Jeux africains de 2019 à Rabat.
Elle est cinquième des Championnats d'Afrique 2022 à Saint-Pierre.
Sur le plan national, elle est championne d'Ouganda du lancer du javelot ainsi que du lancer du disque en 2019.

### Palmarès
| Date | Compétition                    | Lieu    | Résultat | Performance |
| ---- | ------------------------------ | ------- | -------- | ----------- |
| 2018 | Championnats d'Afrique         | Asaba   | 3e       | 51,33 m     |
| 2019 | Championnats d'Afrique juniors | Abidjan | 1re      | 49,78 m     |
| 2024 | Jeux africains                 | Accra   | 3e       | 57,01 m     |
| 2024 | Championnats d'Afrique         | Douala  | 3e       | 53,57 m     |

### Records
| Épreuve | Performance | Lieu    | Date         |
| ------- | ----------- | ------- | ------------ |
| Disque  | 46,02 m     | Kampala | 22 mai 2021  |
| Javelot | 57,01 m     | Accra   | 20 mars 2024 |